# 253-й отдельный зенитный артиллерийский дивизион
253-й отдельный зенитный артиллерийский дивизион — воинская часть вооружённых сил СССР в Великой Отечественной войне. Во время ВОВ в составе РККА и войск ПВО существовало два формирования части с одним и тем же номером.

## 253-й отдельный зенитный артиллерийский дивизион войск ПВО
Переименован из армейского 474-го отдельного зенитного артиллерийского дивизиона Ленинградского фронта 31 октября 1941 года
В составе действующей армии с 31 октября 1941 года по 1 сентября 1944 года.
С момента переименования действовал не в составе войск ПВО, а обеспечивал прикрытие воздушного пространства над сухопутными войсками в районе Войбокало, а также наносил огневые налёты по наземным целям, так когда немецкие войска в середине ноября 1941 года сместили акцент наступления с Волхова на Войбокало, дивизион оказался одним из немногих соединений, которые оказались в полосе наступления и он нанёс удар по скоплениям противника в населённых пунктах Тобина, Падрила, Овдоколо, тем самым задержав его до подхода частей 311-й стрелковой дивизии.
Только в декабре 1941 года, после того, как немецкие войска начали отступать к Погостью, стал использоваться как дивизион противовоздушной обороны страны, обеспечивая воздушное прикрытие перевалочных баз на берегу Ладожского озера.
С начала боевых действий до 10 июня 1942 года отчитался об уничтожении 33 самолётов противника.
С 1 сентября 1944 года в боях не участвовал.
Командирами дивизиона в разное время были капитан М. А. Егоров (на ноябрь 1941), майор Опахов

### Подчинение
| Подчинение      | Подчинение          | Подчинение              | Подчинение | Подчинение                      | Подчинение                    | Подчинение |
| Дата            | Фронт (округ)       | Армия                   | Корпус     | Дивизия                         | Бригада                       | Примечания |
| --------------- | ------------------- | ----------------------- | ---------- | ------------------------------- | ----------------------------- | ---------- |
| 01.11.1941 года | Ленинградский фронт | -                       | -          | -                               | Свирский бригадный район ПВО  | -          |
| 01.12.1941 года | Ленинградский фронт | 54-я армия              | -          | -                               | -                             | -          |
| 01.01.1942 года | Ленинградский фронт | -                       | -          | -                               | Свирский бригадный район ПВО  | -          |
| 01.02.1942 года | Ленинградский фронт | -                       | -          | -                               | Свирский бригадный район ПВО  | -          |
| 01.03.1942 года | Ленинградский фронт | -                       | -          | -                               | Ладожский бригадный район ПВО | -          |
| 01.04.1942 года | Ленинградский фронт | -                       | -          | -                               | Ладожский бригадный район ПВО | -          |
| 01.05.1942 года | Ленинградский фронт | -                       | -          | -                               | Ладожский бригадный район ПВО | -          |
| 01.06.1942 года | Ленинградский фронт | -                       | -          | -                               | Ладожский бригадный район ПВО | -          |
| 01.07.1942 года | Ленинградский фронт | -                       | -          | -                               | Ладожский бригадный район ПВО | -          |
| 01.08.1942 года | Ленинградский фронт | -                       | -          | -                               | Ладожский бригадный район ПВО | -          |
| 01.09.1942 года | Ленинградский фронт | -                       | -          | Ладожский дивизионный район ПВО | -                             | -          |
| 01.10.1942 года | Ленинградский фронт | -                       | -          | Ладожский дивизионный район ПВО | -                             | -          |
| 01.11.1942 года | Ленинградский фронт | -                       | -          | Ладожский дивизионный район ПВО | -                             | -          |
| 01.12.1942 года | Ленинградский фронт | -                       | -          | Ладожский дивизионный район ПВО | -                             | -          |
| 01.01.1943 года | Ленинградский фронт | -                       | -          | Ладожский дивизионный район ПВО | -                             | -          |
| 01.02.1943 года | Ленинградский фронт | -                       | -          | Ладожский дивизионный район ПВО | -                             | -          |
| 01.03.1943 года | Ленинградский фронт | -                       | -          | Ладожский дивизионный район ПВО | -                             | -          |
| 01.04.1943 года | Ленинградский фронт | -                       | -          | Ладожский дивизионный район ПВО | -                             | -          |
| 01.05.1943 года | Ленинградский фронт | -                       | -          | Ладожский дивизионный район ПВО | -                             | -          |
| 01.06.1943 года | Ленинградский фронт | -                       | -          | Ладожский дивизионный район ПВО | -                             | -          |
| 01.07.1943 года | -                   | Ленинградская армия ПВО | -          | Ладожский дивизионный район ПВО | -                             | -          |
| 01.08.1943 года | -                   | Ленинградская армия ПВО | -          | Ладожский дивизионный район ПВО | -                             | -          |
| 01.09.1943 года | -                   | Ленинградская армия ПВО | -          | Ладожский дивизионный район ПВО | -                             | -          |
| 01.10.1943 года | -                   | Ленинградская армия ПВО | -          | Ладожский дивизионный район ПВО | -                             | -          |
| 01.11.1943 года | -                   | Ленинградская армия ПВО | -          | Ладожский дивизионный район ПВО | -                             | -          |
| 01.12.1943 года | -                   | Ленинградская армия ПВО | -          | Ладожский дивизионный район ПВО | -                             | -          |
| 01.01.1944 года | -                   | Ленинградская армия ПВО | -          | Ладожский дивизионный район ПВО | -                             | -          |
| 01.02.1944 года | -                   | Ленинградская армия ПВО | -          | Ладожский дивизионный район ПВО | -                             | -          |
| 01.03.1944 года | -                   | Ленинградская армия ПВО | -          | Ладожский дивизионный район ПВО | -                             | -          |
| 01.04.1944 года | -                   | Ленинградская армия ПВО | -          | Ладожский дивизионный район ПВО | -                             | -          |
| 01.03.1944 года | -                   | Ленинградская армия ПВО | -          | Ладожский дивизионный район ПВО | -                             | -          |
| 01.04.1944 года | -                   | Ленинградская армия ПВО | -          | Ладожский дивизионный район ПВО | -                             | -          |
| 01.05.1944 года | -                   | Ленинградская армия ПВО | -          | Ладожский дивизионный район ПВО | -                             | -          |
| 01.06.1944 года | -                   | Ленинградская армия ПВО | -          | 77-я дивизия ПВО                | -                             | -          |
| 01.07.1944 года | -                   | Ленинградская армия ПВО | -          | 77-я дивизия ПВО                | -                             | -          |
| 01.08.1944 года | -                   | Ленинградская армия ПВО | -          | 77-я дивизия ПВО                | -                             | -          |
| 01.09.1944 года | -                   | Ленинградская армия ПВО | -          | 77-я дивизия ПВО                | -                             | -          |
| 01.10.1944 года | -                   | Ленинградская армия ПВО | -          | -                               | -                             | -          |
| 01.11.1944 года | -                   | Ленинградская армия ПВО | -          | -                               | -                             | -          |
| 01.12.1944 года | -                   | Ленинградская армия ПВО | -          | -                               | -                             | -          |
| 01.01.1945 года | -                   | Ленинградская армия ПВО | -          | -                               | -                             | -          |
| 01.02.1945 года | -                   | Ленинградская армия ПВО | -          | -                               | -                             | -          |
| 01.03.1945 года | -                   | Ленинградская армия ПВО | -          | -                               | -                             | -          |
| 01.04.1945 года | -                   | Ленинградская армия ПВО | -          | -                               | -                             | -          |
| 01.05.1945 года | -                   | Ленинградская армия ПВО | -          | -                               | -                             | -          |

## 253-й отдельный зенитный артиллерийский дивизион 19-й стрелковой дивизии и Московской зоны обороны
Сформирован в сентябре 1939 года заново, в составе 19-й стрелковой дивизии, во время её разворачивания в три дивизии.
В составе действующей армии с 15 июля 1941 года по 24 июля 1943 года.
До декабря 1941 года повторил боевой путь дивизии: участвовал в Ельнинской операции, Московских оборонительной и наступательной операциях. В декабре 1941 года из состава дивизии изъят и занял оборонительные позиции под Москвой, где и находится до 1943 года.
24 июля 1943 года передан в состав войск ПВО страны и переименован в 449-й отдельный зенитный артиллерийский дивизион.

### Подчинение
| Подчинение      | Подчинение              | Подчинение              | Подчинение             | Подчинение              | Подчинение | Подчинение |
| Дата            | Фронт (округ)           | Армия                   | Корпус                 | Дивизия                 | Бригада    | Примечания |
| --------------- | ----------------------- | ----------------------- | ---------------------- | ----------------------- | ---------- | ---------- |
| 22.06.1941 года | Орловский военный округ | -                       | 30-й стрелковый корпус | 19-я стрелковая дивизия | -          | -          |
| 01.07.1941 года | Резерв Ставки ГК        | 28-я армия              | 30-й стрелковый корпус | 19-я стрелковая дивизия | -          | -          |
| 10.07.1941 года | Резерв Ставки ГК        | 24-я армия              | 53-й стрелковый корпус | 19-я стрелковая дивизия | -          | -          |
| 01.08.1941 года | Резервный фронт         | 24-я армия              | -                      | 19-я стрелковая дивизия | -          | -          |
| 01.09.1941 года | Резервный фронт         | 24-я армия              | -                      | 19-я стрелковая дивизия | -          | -          |
| 01.10.1941 года | Резервный фронт         | 24-я армия              | -                      | 19-я стрелковая дивизия | -          | -          |
| 01.11.1941 года | Западный фронт          | -                       | -                      | 19-я стрелковая дивизия | -          | -          |
| 01.12.1941 года | Западный фронт          | 43-я армия              | -                      | 19-я стрелковая дивизия | -          | -          |
| 01.01.1942 года | -                       | Московская зона обороны | -                      | -                       | -          | -          |
| 01.02.1942 года | -                       | Московская зона обороны | -                      | -                       | -          | -          |
| 01.03.1942 года | -                       | Московская зона обороны | -                      | -                       | -          | -          |
| 01.04.1942 года | -                       | Московская зона обороны | -                      | -                       | -          | -          |
| 01.05.1942 года | -                       | Московская зона обороны | -                      | -                       | -          | -          |
| 01.06.1942 года | -                       | Московская зона обороны | -                      | -                       | -          | -          |
| 01.07.1942 года | -                       | Московская зона обороны | -                      | -                       | -          | -          |
| 01.08.1942 года | -                       | Московская зона обороны | -                      | -                       | -          | -          |
| 01.09.1942 года | -                       | Московская зона обороны | -                      | -                       | -          | -          |
| 01.10.1942 года | -                       | Московская зона обороны | -                      | -                       | -          | -          |
| 01.11.1942 года | -                       | Московская зона обороны | -                      | -                       | -          | -          |
| 01.12.1942 года | -                       | Московская зона обороны | -                      | -                       | -          | -          |
| 01.01.1943 года | -                       | Московская зона обороны | -                      | -                       | -          | -          |
| 01.02.1943 года | -                       | Московская зона обороны | -                      | -                       | -          | -          |
| 01.03.1943 года | -                       | Московская зона обороны | -                      | -                       | -          | -          |
| 01.04.1943 года | -                       | -                       | -                      | -                       | -          | нет данных |
| 01.05.1943 года | -                       | -                       | -                      | -                       | -          | нет данных |
| 01.06.1943 года | -                       | -                       | -                      | -                       | -          | нет данных |
| 01.07.1943 года | -                       | -                       | -                      | -                       | -          | нет данных |